# 至誠路
至誠路（通用漢語：ZhiCheng Rd.，威妥瑪拼音：Chihch'eng Rd.），為臺灣臺北市士林區名山里和岩山里，天母到雙溪、陽明山地區之次要道路。全線位於士林區境內，以雨農路旁的雨聲街分段，共二段，柏油路面銑鋪。自從1977年之臺北市街道圖即存在至今。民國初年國民政府來台時是為了紀念中華民國陸軍軍官王生明先生而取其字至誠以作紀念命名。地段由東至西屬於芝山段一、三、二段。道路兩旁多為內政部營建署規定之第三種住宅區，此外也有排水溝用地、抽水站用地、公園用地、保存區、第三之一種住宅區、堤防用地、綠地用地和保護區。

## 沿途地標及設施
因本路段經過台北市定古蹟「芝山岩」，故多有公園及保存區域。而道路兩旁多有國家財產（芝山岩），故道路兩側停車格也有特別採用「JW生態工法」，設計防災空調導水鋪面，具防洪調節雨量功能（共有43個汽車停車格及18個機車停車格）。
（由東至西）
- 至誠公園（為台北市少數種有落羽松之秘境[5]）
- 名山公園
- 芝山合約碑記
- 芝山公園
- 至誠停車場
- 雨聲新村
- 芝山巖惠濟宮（保存區）
- 芝山岩隘門（保存區）
- 芝山岩（保存區）
- 全家便利商店 致昇店
- 7-ELEVEN 至誠門市
- 中油芝山加油站
- 士林名山里郵局
- 芝山抽水站
- 士林慈惠堂
- 生態公園(道路終點，實際地址為中山北路五段840號)

(註:若無標註巷弄即在道路上)

## 交通

### 公車

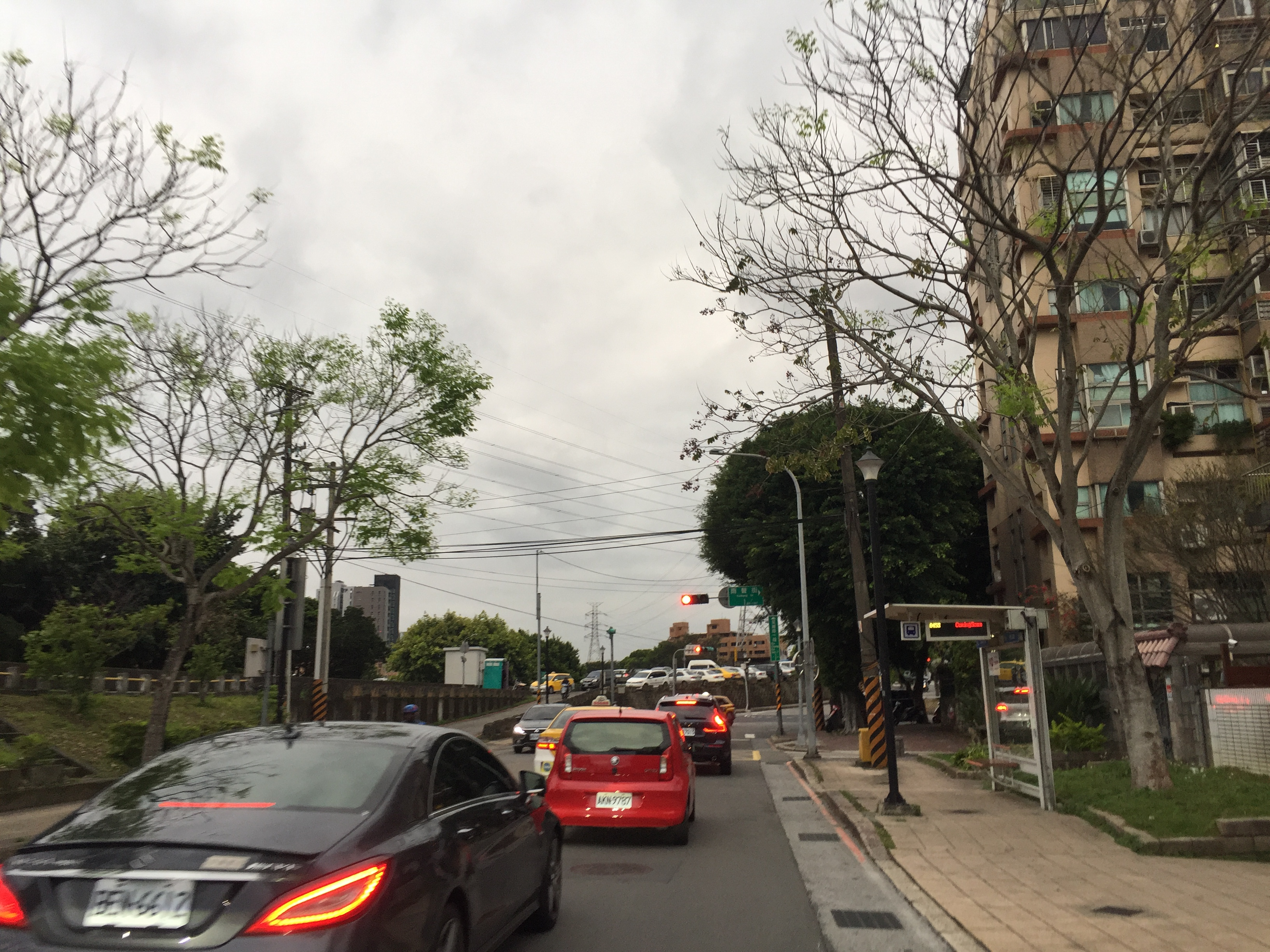
至誠路時常在上下班時間塞車

| 編號          | 路線起迄                            | 本路段公車站牌                               | 經營業者 |
| ------------- | ----------------------------------- | -------------------------------------------- | -------- |
| 206           | 天母-中華路                         | 芝山岩、芝山公園、惠濟宮、名山里、芝山抽水站 | 光華巴士 |
| 268           | 天母-大直                           | 芝山岩、芝山公園、惠濟宮                     | 光華巴士 |
| 645(正、副線) | 捷運石牌站-舊庄(副線到中華科技大學) | 芝山岩、芝山公園、惠濟宮                     | 三重客運 |

### 公共自行車租借站
- Ubike芝山抽水站(至誠路二段80號對面人行道)[6]

## 資料來源
1. ↑  . 中央研究院人社中心地理資訊科學專題研究中心.   [2019-12-26]. （原始内容存档于2021-12-19）. 臺北市街道圖(1977)、臺北市行政區域圖(1983)
2. ↑  中央研究院 地理資訊科學研究專題中心 段籍圖[NLSC] 開放資料
3. ↑  . 中華民國內政部營建署.   [2019-12-02]. （原始内容存档于2020-03-23）.
4. ↑  . wa.taipei.youbike.com.tw.   [2019-12-26]. （原始内容存档于2019-09-07）.